# マペットの夢みるハリウッド
『マペットの夢みるハリウッド』（原題: The Muppet Movie）は、1979年に公開されたアメリカ合衆国とイギリスの共同制作による映画。ジム・ヘンソンによって創作された『マペット』シリーズの長編映画第一作である。
ジム・ヘンソンがプロデュースし、ジェームズ・フローリーが監督を務めた。また、当時テレビ放映されていた『マペット・ショー』の人気を受け映画化されたため、製作スタッフの多くは同番組から続投している。
初公開時に批評家の称賛を受け、ポール・ウィリアムズとケニー・アスチャーによる劇中曲「レインボー・コネクション」がアカデミー歌曲賞にノミネートされた。また、本作の成功を受け『マペット』シリーズは、多くの長編映画やテレビシリーズが公開されることとなった。2009年には「文化的・歴史的・芸術的にきわめて高い価値を持つ」とみなされ、アメリカ国立フィルム登録簿に登録された。
日本では、レーザーディスク発売時に『マペット・ムービー』というタイトルが使われ、Disney+でも同タイトルで配信されている。

## ストーリー
ごく普通の生活を送るカーミットは、フロリダの沼地でバンジョーを弾きながら『レインボー・コネクション』を歌っていた。その後、タレント・エージェントのバーニー（ドム・デルイーズ）からスカウトされる。自分なら幸せにできるだろうと考えたカーミットは、ハリウッドの旅に突き進む。カーミットはバーに行き、そこでコメディアンとして働くフォジーと出会い、カーミットはフォジーにハリウッドの旅へ招待する。2匹はフォジーのスチュード・ベーカーに乗って出発しようとしたが、そこでドク・ホッパー（チャールズ・ダーニング）と出会う。ホッパーは、カーミットを天才と評し、彼をレストランのコマーシャルに登場させようと500万ドルを提出した。しかし、ホッパーのコマーシャルは最低最悪の代物で見るに耐えないものだったことに対し、カーミットはホッパーの交渉を拒否してフォジーと一緒に逃亡するが、ホッパーはアシスタントのマックスと一緒にカーミットとフォジーを追うことになってしまう。教会に着いたカーミットとフォジーは、ドクター・ティースとエレクトリック・メイヘムとバンドのマネージャーであるスクーターと出会う。カーミットからホッパーに追われてることを聞かれたメイヘムたちは、自動車の色を塗り替えてもらうことになった。再び走行していると、映画スターになりたいゴンゾとガールフレンドのカミラ・ザ・チキンに出会い、共に合流することになる。中古車販売店でゴンゾの壊れた車を下取りした後、スウィータムに出会う。スウィータムは、カーミットにハリウッドに誘われたところを興奮して逃げてしまったが、フォジーの車は行ってしまい、スウィータムは追いかける。みんなは、遊園地の舞台でミス・ピギーと出会い、ピギーはカーミットに恋をする。ミス・ピギーは夜にカーミットと夕食を取った。しかしミス・ピギーは、ホッパーとマックスに誘拐されてしまう。カーミットは、ピギーを連れ戻すためにアジトへ向かう。マッド・サイエンティストのクラスマン教授 (メル・ブルックス) は、カーミットを洗脳してホッパーのコマーシャルに出演させようとするが、ミス・ピギーはぶっちぎりでホッパーの手下を打ちのめし、クラスマンを洗脳させた。しかし、猛烈の戦いでカーミットを救った直後、ミス・ピギーは仕事のオファーをもらい、カーミットをゴミのように捨てた。ロルフが加わり、途中でミス・ピギーと再会したマペッツたちはハリウッドへの旅を続けるが、改造自動車は砂漠で壊れてしまい、近くでキャンプをすることになった。みんなは明日のオーディションに間に合わないに気づき、カーミットは何も約束もないまま、友達をハリウッドの旅に連れて行ってしまったことを後悔する。するとエレクトリック・メイヘムがやってきて、バスで残りの道を進むことになるが、途中でマックスがやってきて、ホッパーが殺し屋のスネーク・ウォーカーを雇ったから止めてほしいと頼まれ、カーミットはホッパーとスネークをゴーストタウンに招待し、彼らと決着をつけようとする。ホッパーは動かず、部下にカーミットと仲間たちを殺害するよう命じるが、ブンゼンの発明品「インスタグロー」でアニマルが巨大化したことにより、ホッパーと子分は怖気ついて逃げていき、マペットたちに平和が訪れた。マペッツがハリウッドのスタジオに着くと、スタジオの社長 ルー・ロードに会い、社長はマペッツに富と名誉を約束する契約を結んだ。マペッツは、スタジオで虹の歌を歌うが、風船に乗ったゴンゾはスタジオを破壊してしまう。そこで虹が広がり、マペッツはセサミストリート、エメット・オッターのジャグバンド・クリスマス、ランド・オブ・ゴーチたちと「レインボーコネクション」を歌う。映画が終わってスウィータムが映画のスクリーンを破り、みんなで自分自身の演技を祝福するのだった。

## キャスト
| 役名                                       | 俳優                       | 日本語吹替 ※一部担当声優に誤りあり、修正求む。 | 日本語吹替 ※一部担当声優に誤りあり、修正求む。 |
| 役名                                       | 俳優                       | LD版                                           | Disney+版                                      |
| マペットたち                               | マペットたち               | マペットたち                                   | マペットたち                                   |
| ------------------------------------------ | -------------------------- | ---------------------------------------------- | ---------------------------------------------- |
| カーミット                                 | ジム・ヘンソン             | 山田康雄                                       | 真殿光昭                                       |
| ロルフ                                     | ジム・ヘンソン             | 永井一郎                                       | 江原正士                                       |
| ドクター・ティース                         | ジム・ヘンソン             | 福沢良                                         | 多田野曜平                                     |
| ウォルドーフ                               | ジム・ヘンソン             | 河村弘二                                       | 吉富英治                                       |
| シェフ                                     | ジム・ヘンソン             | 緒方賢一                                       |                                                |
| ミス・ピギー                               | フランク・オズ             | 天地総子                                       | 小形満                                         |
| フォジー                                   | フランク・オズ             | 神山卓三                                       | 江原正士                                       |
| アニマル                                   | フランク・オズ             |                                                | 緒方賢一                                       |
| サム                                       | フランク・オズ             | 柴田秀勝                                       | 落合弘治                                       |
| ゴンゾ                                     | デーヴ・ゲルツ             | 熊倉一雄                                       | 塩屋浩三                                       |
| ズート                                     | デーヴ・ゲルツ             | 野沢那智                                       | 小形満                                         |
| ブンゼン                                   | デーヴ・ゲルツ             | 野沢那智                                       | 江原正士                                       |
| スクーター                                 | リチャード・ハント         | 石丸博也                                       | 落合弘治                                       |
| ジャニス                                   | リチャード・ハント         | 丸山裕子                                       | 石野竜三                                       |
| ビーカー                                   | リチャード・ハント         |                                                | 小形満                                         |
| スウィータム                               | リチャード・ハント         | 田中康郎                                       | 乃村健次                                       |
| スタトラー                                 | リチャード・ハント         | 前沢迪雄                                       | 唐沢龍之介                                     |
| ロビン                                     | ジェリー・ネルソン         | 一城みゆ希                                     | 越後屋コースケ                                 |
| ルー・ジーランド                           | ジェリー・ネルソン         | 肝付兼太                                       | 塩屋浩三                                       |
| フロイド・ペッパー                         | ジェリー・ネルソン         |                                                | 落合弘治                                       |
| カミラ                                     | ジェリー・ネルソン         | 丸山裕子                                       | 和優希                                         |
| クレイジー・ハリー                         | ジェリー・ネルソン         |                                                | 石野竜三                                       |
| ビッグバード                               | キャロル・スピニー         | 森功至                                         | 真殿光昭                                       |
| 人間                                       |                            |                                                |                                                |
| ドク・ホッパー                             | チャールズ・ダーニング     | 富田耕生                                       | 楠見尚己                                       |
| マックス                                   | オースティン・ペンドルトン | 千葉繁                                         | 越後屋コースケ                                 |
| 木こり                                     | ハードボイルド・ハガティ   |                                                |                                                |
| スネーク・ウォーカー                       | スコット・ウォーカー       |                                                | 多田野曜平                                     |
| カフェのウェイター                         | ジェームズ・フローリー     |                                                |                                                |
| ゲートのガードマン                         | ブルース・カービー         |                                                | 多田野曜平                                     |
| カメオ出演・スペシャルゲスト               |                            |                                                |                                                |
| バーニー                                   | ドム・デルイーズ           | 石丸博也                                       | 武田太一                                       |
| エル・スリーゾ・カフェのオーナー           | ジェームズ・コバーン       | 笹岡繁蔵                                       | 多田野曜平                                     |
| エル・スリーゾ・カフェのピアニスト         | ポール・ウィリアムズ       |                                                | 石野竜三                                       |
| エル・スリーゾ・カフェの女性客A            | マデリーン・カーン         | 一城みゆ希                                     | 和優希                                         |
| エル・スリーゾ・カフェの女性客B            | キャロル・ケイン           |                                                | 和優希                                         |
| エル・スリーゾ・カフェの男性客             | テリー・サバラス           | 熊倉一雄                                       | 楠見尚己                                       |
| カフェのウェイター                         | スティーヴ・マーティン     | 麦人                                           | 落合弘治                                       |
| マッドマン・ムーニー                       | ミルトン・バール           |                                                | 佐々木睦                                       |
| 美人コンテストの司会者                     | エリオット・グールド       | 森功至                                         |                                                |
| エドガー・バーゲンチャーリー・マッカーシー | エドガー・バーゲン         |                                                | 多田野曜平                                     |
| エドガー・バーゲンチャーリー・マッカーシー | エドガー・バーゲン         | 肝付兼太                                       | 越後屋コースケ                                 |
| アイスクリーム売り                         | ボブ・ホープ               | 緒方賢一                                       | 武田太一                                       |
| 風船売り                                   | リチャード・プライヤー     |                                                | 石野竜三                                       |
| マックス・クラスマン教授                   | メル・ブルックス           |                                                | 多田野曜平                                     |
| ロードの秘書                               | クロリス・リーチマン       | 一城みゆ希                                     | 和優希                                         |
| リュー・ロード                             | オーソン・ウェルズ         | 柴田秀勝                                       | 乃村健次                                       |

- LD版：『マペット・ショー』と同一キャストで制作[4]。発売日：1982年1月21日[5]、品番：F1-508-26MA
- Disney+版：現行のキャストで制作。

## スタッフ
- 監督: ジェームズ・フローリー
- 製作: ジム・ヘンソン
- 脚本: ジェリー・ジュール、ジャック・バーンズ
- 撮影: イシドア・マンコフスキー
- 美術: ジョエル・シラー（英語版）
- 特殊効果: ロビー・ノット
- 編集: クリストファー・グリーンバリー（英語版）
- 音楽: ポール・ウィリアムズ、ケニー・アスチャー

### 日本語版
| -              | LD版     | Disney+版                           |
| -------------- | -------- | ----------------------------------- |
| 演出           |          | 佐々木由香                          |
| 音楽演出       |          | 亀川浩未                            |
| 翻訳           | 平田勝茂 | いずみつかさ                        |
| 調整           |          | 徳永兼一 伊藤隆文                   |
| コーラス       |          | 結城賢吾 吉谷アキラ 岡田誠 古川隼大 |
| プロデューサー |          | 村井亨子 安藤哲志                   |
| 制作           | 東北新社 | スタジオ・エコー                    |

## 受賞・ノミネート
| 賞                   | 部門                       | 対象                                                       | 結果       |
| -------------------- | -------------------------- | ---------------------------------------------------------- | ---------- |
| 第52回アカデミー賞   | 作曲賞                     | ポール・ウィリアムズ ケニー・アスチャー                    | ノミネート |
| 第52回アカデミー賞   | 歌曲賞                     | ポール・ウィリアムズ ケニー・アスチャー                    | ノミネート |
| ゴールデングローブ賞 | 主題歌賞                   | ポール・ウィリアムズ ケニー・アスチャー                    | ノミネート |
| サターン賞           | サターンファンタジー映画賞 | サターンファンタジー映画賞                                 | 受賞       |
| サテライト賞         | 最優秀青少年ブルーレイ賞   | ウォルト・ディズニー・スタジオ・ホーム・エンターテイメント | ノミネート |